# Diaziridine
| Diaziridine |
| ----------- |
| Diaziridin  |

Diaziridine sind heterocyclische organisch-chemische Stoffe, die einen Dreiring bestehend aus zwei Stickstoffatomen und einem Kohlenstoffatom enthalten, wobei die beiden Stickstoffatome eine Azingruppe (–N-N–) bilden. Die Diaziridine zählen zu der größeren Stoffgruppe der Dreiringverbindungen mit zwei Heteroatomen im Ring.

## Eigenschaften
Manche Diaziridine sind neurotrop.

## Synthese
Ein Carbonyl reagiert mit Ammoniak oder einem primären Amin und einem Aminierungsreagenz wie Hydroxylamin-O-sulfonsäure (HOSA) unter basischen Bedingungen. Anschließend erfolgt der Ringschluss des Aminals.

## Reaktivität
Die Oxidation von 3,3-Dimethyl-diaziridin führt zu 3,3-Dimethyl-diazirin:
Unsubstituierte Diaziridine können auch mit I2/NEt3 zu den stabileren Diazirinen oxidiert werden. Diaziridine reagieren mit elektrophilen Gruppen wie Ketenen oder Isocyanaten unter Ringvergrößerung.